# Smile Like You Mean It
Smile Like You Mean It este al treilea single lansat în SUA, respectiv al patrulea single lansat în Marea Britanie al formației americane de rock alternativ The Killers, și face parte de pe albumul lor de debut, Hot Fuss. A atins locul 11 în topul britanic (UK single chart) și locul 15 în topul US Modern Rock Chart. A fost difuzat intens la radio în Australia.
The Killers apar interpretând acest cântec în serialul pentru adolescenți The O.C., în episodul The New Era, alături de „Mr. Brightside” și de „Everything Will Be Alright”.

## Lista melodiilor

### Ediția britanică Translucent Pink 7"
1. „Smile Like You Mean It”
2. „Ruby, Don't Take Your Love to Town (Zane Lowe Radio 1 Session)”

### Ediția britanică, varianta CD
1. „Smile Like You Mean It”
2. „Get Trashed”

### Ediția britanică, varianta 12"
1. „Smile Like You Mean It (Ruff & Jam Eastside Mix)”
2. „Mr. Brightside (Jacques Lu Cont's Thin White Duke Dub Mix)”

### Ediția britanică, Digital Single
1. „Smile Like You Mean It (Fischerspooner Remix)”
2. „Smile Like You Mean It (Zip Remix)”

### Ediția australiană, varianta CD
1. „Smile Like You Mean It”
2. „Change Your Mind”
3. „Mr. Brightside” (The Lindbergh Palace Radio Remix)"

## Despre videoclip
Videoclipul îi prezintă pe membrii trupei, toți cu aspect fantomatic, plimbându-se printr-o casă despre care se presupune că ar aparține personajelor ce apar în videoclip. În vreme ce Brandon Flowers cântă, mai multe secvențe se perindă prin fața ochilor privitorului: mulți oameni la o petrecere, o familie adunată în jurul mesei, sărbătorind probabil o aniversare etc. Modul în care sunt prezentate scenele face privitorul să se gândească la faptul că acestea reprezintă amintiri ale trecutului. Personajele par a nu observa pe parcursul videoclipului că sunt urmărite, dar, la sfârșit, ele se întorc către cameră și se uită către privitor, apoi dispar, lăsând casa goală, iar la sfârșit dispar și membrii formației.
Una dintre interpretările sugerate pentru acest cântec ar fi aceea a rememorării de către cineva a timpurilor bune care au apus (videoclipul se potrivește de altfel foarte bine cu această idee). Altă interpretare sugerează că de fapt cântecul ar fi despre sinucidere sau despre o persoană deja moartă care se uită la cum decurge viața fără ea. Cea mai simplă interpretare este aceea conform căreia cântecul descrie o relație goală, lipsită de sens.

## Poziții în topuri
- 11 (UK Singles Chart)
- 15 (US Modern Rock)
- 37 (UK Download Chart)